# كارول ماير
كارول ماير (بالبرتغالية: Karol Meyer‏) هي غطاسة برازيلية، ولدت في 19 أكتوبر 1968 في ريسيفي في البرازيل.

## وصلات خارجية
- الموقع الرسمي